# Подводная пантера

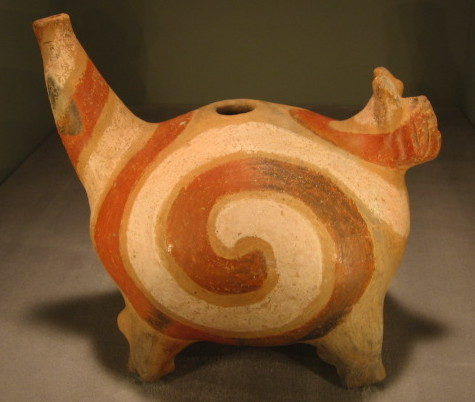
Пустотелый керамический кувшин, изображающий Подводную пантеру. Миссисипская культура, Паркин-Парк, округ Кросс, Арканзас, около 1400—1600 гг. Высота 20 см

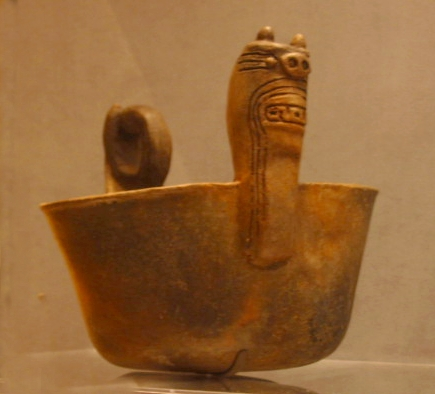
Чаша с изображением Подводной пантеры — Великой змеи, поздняя миссисипская культура, 1300—1500 гг. н. э., Родес, округ Криттенден, Арканзас.

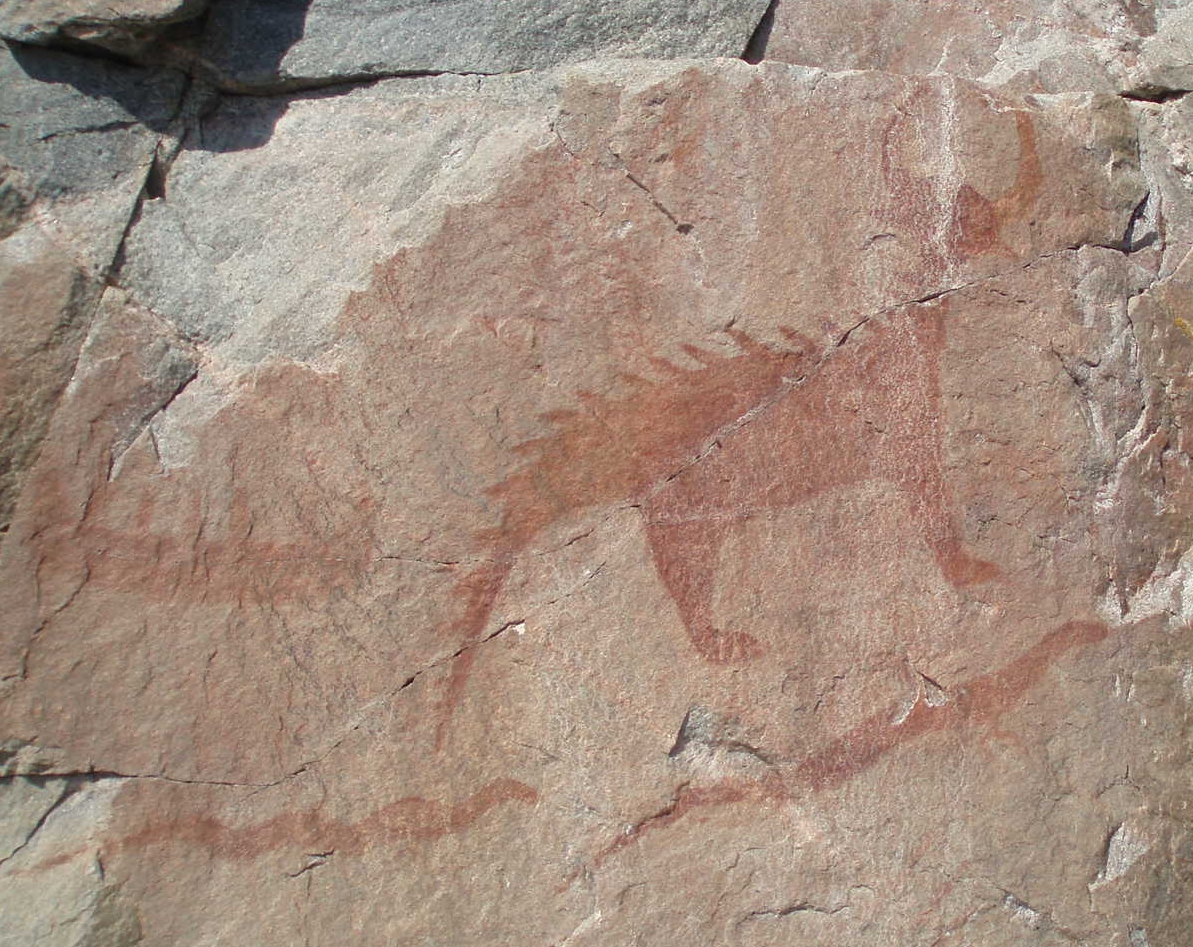
Изображения «подводной пантеры», двух змей и каноэ, парк Верхнего озера, Онтарио, Канада. Рисунки выполнены предположительно племенем оджибве.

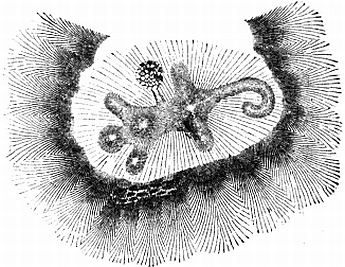
«Курган аллигатора»

Подводные пантеры — могучие мифические существа в мифологии индейцев региона Великих озёр. На языке оджибве существо называлось Mishibizhiw («Mishipizhiw», «Mishipizheu», «Mishupishu», «Mishepishu»), что переводится как «Великая Рысь», или Gichi-anami’e-bizhiw («Gitche-anahmi-bezheu»), что переводится как «сказочная ночная пантера», или «большой подземный (или подводный) дикий кот».
Подводные пантеры занимали важное место в юго-восточном церемониальном комплексе миссисипской культуры доисторического юго-востока США.

## Описание
Водные чудовища существуют в мифологии многих культур, однако именно у индейцев они сочетают черты диких кошачьих, например, пумы или рыси, с чертами змей. Подводная пантера нередко сочетает черты многих зверей: она может иметь рога оленя или бизона, змеиную чешую, птичьи перья, тело и хвост пумы, а также части тел других животных, в зависимости от конкретного мифа. Считалось, что они обитали в самых глубоких местах озёр и рек. В редких мифах они помогали людям, однако в большинстве случаев считались злыми существами, приносящими смерть и неудачу.
В мифологии алгонкинов подводная пантера была самым могучим из потусторонних существ. Племя оджибве считало их повелителями всех водных существ, а также змей. В некоторых версиях легенды о происхождении духа Нанабожо упоминается целое сообщество водных рысей. На аптечках (сумках с лекарственными травами) в племени потаватоми с одной стороны была изображена «подводная пантера», а с другой стороны — громовая птица, повелитель воздушных сил. В 1950-е годы Племя Прерии из группы племён потаватоми совершило традиционную церемонию умиротворения Подводной пантеры и поддержания равновесия сил между ней и Громовой птицей. Помимо племён, говорящих на языке анишинаабе, то есть алгонкинов, оджибва и потаватоми, «подводную пантеру» почитают также монтанье.
Когда этнограф Йоганн Коль посетил США в 1850-е годы, он встретился с вождём одной из групп чиппева, который показал ему кусок меди, который объявил шерстью mishibizhiw, приносящей ему исключительную силу.

## Фигурный курган «Аллигатор»
В статье, опубликованной в 2003 г. в журнале Cambridge Archaeological Survey, археолог Брэд Леппер (Brad Lepper) высказал предположение, что знаменитый фигурный курган, известный как Курган аллигатора в г. Гренвиль (Огайо), на деле изображает не аллигатора, а скорее «подводную пантеру», тем более, что племена Огайо едва ли были знакомы с аллигаторами. Путаница возникла из-за незнакомства ранних европейских поселенцев с местной мифологией; они слышали рассказы об опасном существе, живущем в воде и несущем гибель людям, и отождествили его с аллигатором.